# Jan Koppel
Jan Koppel (německy Johann Koppel; 27. června 1808 Klimkovice ve Slezsku – 11. září 1866 Lvov) byl právník, profesor práva, politik, rektor olomoucké univerzity a děkan její právnické fakulty.

## Život
V roce 1835 byl Jan Koppel suplujícím profesorem přirozeného a trestního práva na Právnické fakultě olomoucké univerzity. V roce 1837 pak vyučoval soudní proces na Právnické fakultě Univerzity v Innsbrucku, o rok později se však vrátil k vyučování trestního a přirozeného práva v Olomouci, nyní již jako stálý profesor. V roce 1845 se pak stal rektorem olomoucké univerzity. V témže roce také převzal katedru politických věd a statistiky, kterou vedl až do uzavření fakulty v roce 1855. V roce 1846 se stal děkanem.
Olomoucká univerzita a především její fakulty filosofie a práva byly významným obrozeneckým a revolučním centrem v roce 1848. Koppel pak mezi revolucionáři obzvláště vynikal. Od roku 1848 do roku 1849 zasedal jako poslanec Moravského zemského sněmu. Nastoupil sem po zemských volbách roku 1848 za kurii vysoké školy v Olomouci, coby virilista (poslanec zasedající na sněmu z titulu funkce děkana jedné z fakult olomouckého vysokého učení). Po rezignaci knížete Salma byl dokonce zvolen i předsedou sněmu (1848–49). Byl autorem několika zákonných předloh. Ve sněmu mimo jiné argumentoval pro zrušení všech břemen váznoucích na pozemcích, ať už prací nebo dávek, a to bez rozdílu důvodu. V souvislosti s tím navrhoval také zrušení církevních desátků. V roce 1851 byl pak zvolen zástupcem v radě města.
Po uzavření právnické fakulty v olomouci byl Koppel přemístěn na Právnickou fakultu Jagellonské univerzity v Krakově, kde v roce 1855 převzal katedru politických věd, statistiky a pozitivního rakouského práva správního. Později zde přednášel ekonomii, statistiku a ústavy německých zemí.

## Výběr díla
- KOPPEL, Jan. Versuch einer Erklärung der allerhöchsten Entschließung vom 19. Iuno 1835, über die als' Verbrechen strafbaren Drohungen. [s.l.]: J.P. Sollinger, 1836. (Oesterreichische Zeitschrift für Rechts- und Staatswissenschaft. 1,2). Dostupné online. (německy)
- Handbuch der österreichischen Strafgesetze, Olomouc 1850
- Über Vergehen und Übertretungen, Olomouc 1851
- Handbuch der österreichischen Strafgesetze über Vergehen und Übertretungen, Olomouc 1851. Dostupné online.